# Primetime Emmy Award per la migliore regia di una serie drammatica
Il Primetime Emmy Awards per la migliore regia di una serie drammatica (Primetime Emmy Award for Outstanding Directing for a Drama Series) è un premio annuale consegnato nell'ambito del Primetime Emmy Awards dal 1955 al regista di una serie televisiva drammatica dell'anno in corso, principalmente riferito a un singolo episodio.

## Vincitori e candidati
I vincitori sono indicati in grassetto, a seguire gli altri candidati.

### Anni 1950
- 1955

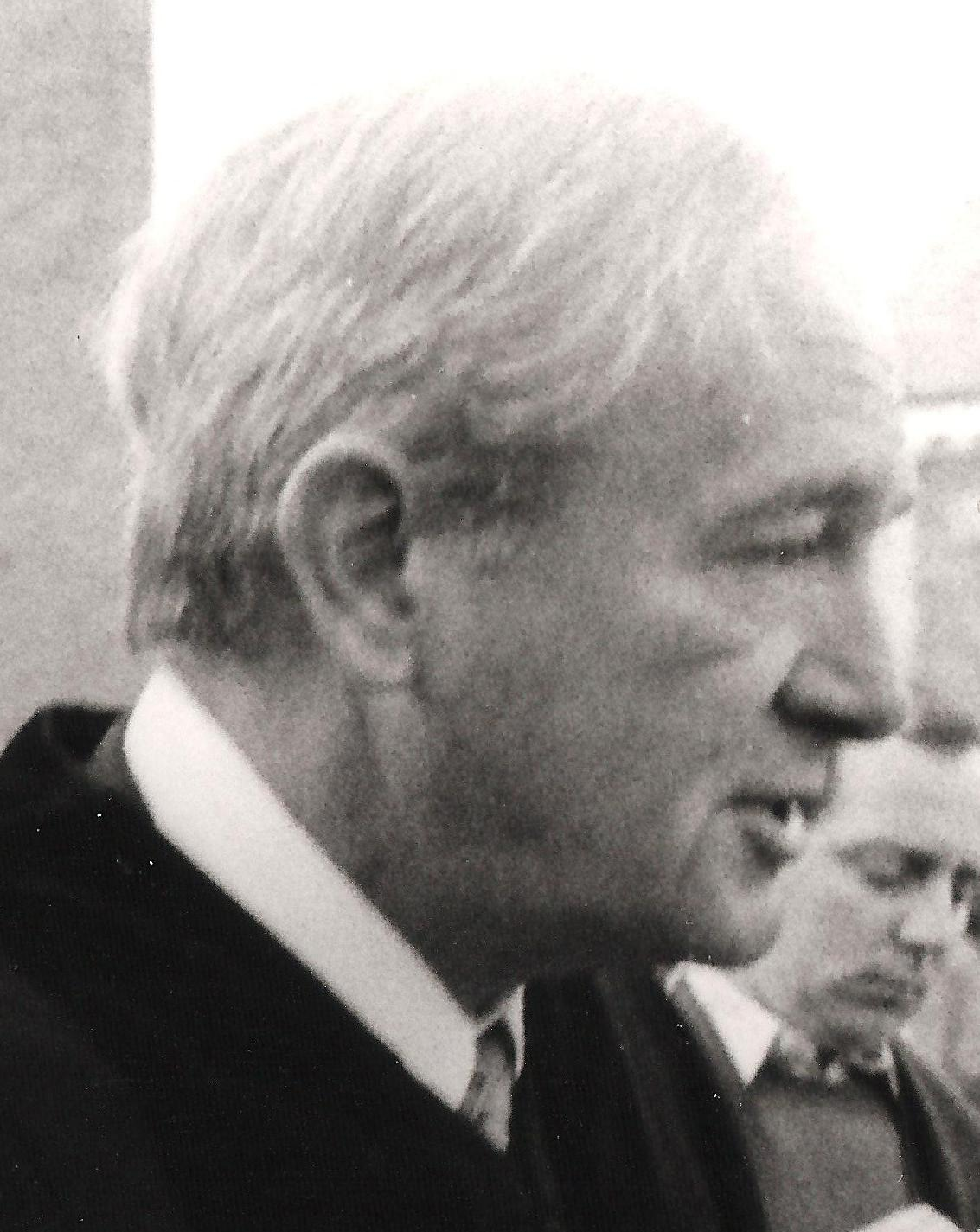
Franklin J. Schaffner è stato il primo vincitore del premio nel 1955.

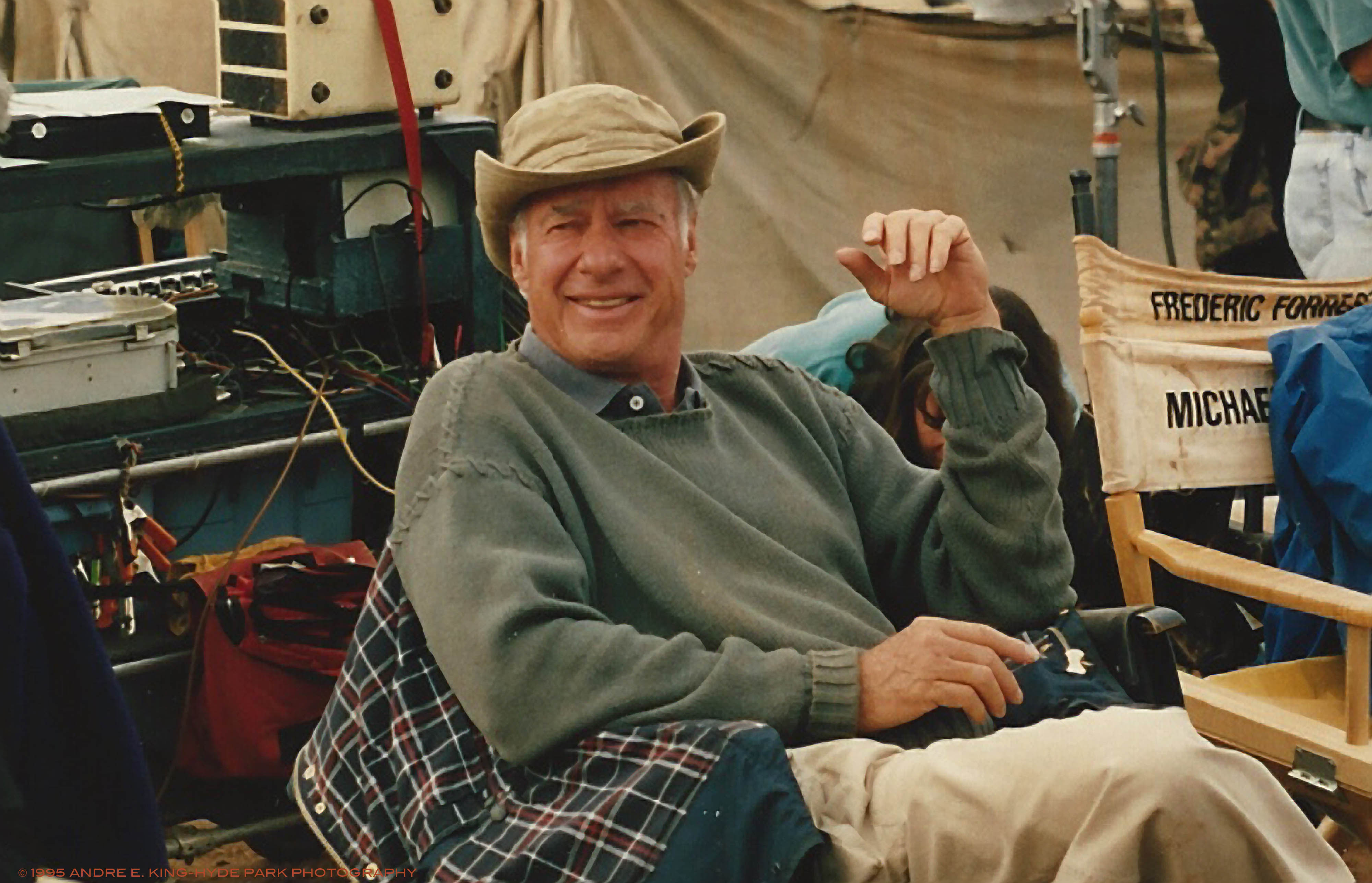
John Frankenheimer ha ricevuto 5 candidature in questa categoria.

  - Franklin J. Schaffner - Studio One, episodio Twelve Angry Men
  - Roy Kellino - Four Star Playhouse, episodio The Answer
  - Robert Florey - Letter to Loretta (The Loretta Young Show), episodio The Clara Schumann Story
  - Alex Segal - The United States Steel Hour, episodio The Interview
  - Ted Post - Waterfront, episodio Christmas in San Pedro
  - Clark Jones - Your Hit Parade
- 1956
  - Miglior regista di serie
    - Nat Hiken - The Phil Silvers Show
    - Alfred Hitchcock - Alfred Hitchcock presenta (Alfred Hitchcock presents), episodio The Case of Mr. Pelham
    - Rod Amateau - The Bob Cummings Show, episodio Return of the Wolf
    - Jack Webb - Dragnet
    - Sheldon Leonard - Make Room for Daddy
    - Bernard Girard - You Are There, episodio Grant & Lee at Appomattox

  - Miglior regista serie dal vivo
    - Franklin J. Schaffner - Ford Star Jubilee, episodio The Cain Mutiny Court-Martial
    - John Frankenheimer - Climax!, episodio Portrait in Celluloid
    - Clark Jones - Producers' Showcase, episodio Peter Pan
    - Delbert Mann - Producers' Showcase, episodio Our Town
    - Alex Segal - The United States Steel Hour, episodio No Time for Sergeants
- 1957
  - Serie da massimo mezz'ora
    - Sheldon Leonard - Make Room for Daddy, episodio Danny's Comeback
    - Clay Yurdin - Camera Three, episodio As I Lay Dying
    - Herschel Daugherty - General Electric Theater, episodio The Road That Led Afar
    - George Archainbaud - 77º Lancieri del Bengala (Tales of the 77th Bengal Lancers), episodio The Traitor
    - William D. Russell - You Are There, episodio First Moscow Purge Trial

  - Serie da un'ora o più
    - Ralph Nelson - Playhouse 90, episodio Requiem for a Heavyweight
    - Bob Banner - The Dinah Shore Chevy Show, episodio October 5, 1956
    - George Roy Hill - Kraft Television Theatre, episodio A Night to Remember
    - Kirk Browning - NBC Opera Theatre, La Boheme
    - John Frankenheimer - Playhouse 90, episodio Forbidden Area
    - Lewis Allen - The 20th Century-Fox Hour, episodio Child of the Regiment
- 1958
  - Serie da massimo mezz'ora
    - Robert Stevens - Alfred Hitchcock presenta (Alfred Hitchcock presents), episodio The Glass Eye
    - Sheldon Leonard - The Danny Thomas Show
    - Peter Tewksbury - Papà ha ragione (Father Knows Best)
    - Clark Jones - The Patrice Munsel Show
    - Bill Hobin - Your Hit Parade

  - Serie da un'ora o più
    - Bob Banner - The Dinah Shore Chevy Show
    - George Schaefer - Hallmark Hall of Fame, episodio The Green Pastures
    - John Frankenheimer - Playhouse 90 episodio The Comedian
    - George Roy Hill - Playhouse 90 episodio The Helen Morgan Story
    - Arthur Penn - Playhouse 90 episodio The Miracle Worker
- 1959
  - Serie da meno di un'ora
    - Jack Smight - Goodyear Theatre, episodio Eddie
    - Alfred Hitchcock - Alfred Hitchcock presenta (Alfred Hitchcock presents), episodio Lamb to the Slaughter
    - James Neilson - General Electric Theater, episodio Kid at the Stick
    - Herschel Daugherty - General Electric Theater, episodio One is a Wanderer
    - Blake Edwards - Peter Gunn, episodio The Kill

  - Serie da più di un'ora
    - George Schaefer - Hallmark Hall of Fame, episodio Little Moon of Alban
    - George Roy Hill - Playhouse 90, episodio Child of Our Time
    - John Frankenheimer - Playhouse 90, episodio A Town Has Turned to Dust

### Anni 1960
- 1960
  - Robert Mulligan - The Moon and Sixpence
  - John Frankenheimer - Startime, episodio The Turn of the Screw
  - Phil Karlson - Westinghouse Desilu Playhouse, episodio The Untouchables
- 1961
  - George Schaefer - Hallmark Hall of Fame, episodio Macbeth
  - Sidney Lumet - Sunday Showcase, episodio Sacco-Vanzetti Story
  - Ralph Nelson - Westinghouse Desilu Playhouse, episodio The Man in the Funny Suit
- 1962
  - Franklin J. Schaffner - La parola alla difesa (The Defenders)
  - Alex Segal - Alcoa Premiere, episodio People Need People
  - Buzz Kulik - Il dottor Kildare (Dr. Kildare), episodio Shining Image
  - Arthur Hiller - La città in controluce (Naked City)
  - Jack Smight - Westinghouse Desilu Playhouse, episodio Come Again to Carthage
- 1963
  - Stuart Rosenberg - La parola alla difesa (The Defenders), episodio The Madman
  - Robert Ellis Miller - Alcoa Premiere, episodio The Voice of Charlie Pont
  - Sydney Pollack - Ben Casey, episodio A Cardinal Act of Mercy
  - Fielder Cook - The DuPont Show of the Week, episodio Big Deal in Laredo
  - George Schaefer - Hallmark Hall of Fame, episodio Invincible Mr. Disraeli
- 1964
  - Tom Gries - Assistente sociale (East Side/West Side), episodio Who Do You Kill?
  - Sydney Pollack - Polvere di stelle (Bob Hope Presents the Chrysler Theatre), episodio Something About Lee Wiley)
  - Stuart Rosenberg - La parola alla difesa (The Defenders), episodio Blacklist
  - Paul Bogart - La parola alla difesa (The Defenders), episodio Moment of Truth
  - George Schaefer - Hallmark Hall of Fame, episodio The Patriots
- 1965
  - Paul Bogart - La parola alla difesa (The Defenders), episodio The 700 Year-Old Gang
  - George Schaefer - Hallmark Hall of Fame, episodio The Magnificent Yankee
  - Dwight Hemion - My Name Is Barbra
- 1966
  - Sydney Pollack - Polvere di stelle (Bob Hope Presents the Chrysler Theatre), episodio The Game
  - George Schaefer - Hallmark Hall of Fame, episodi Eagle in a Cage e Inherit the Wind
  - Sheldon Leonard - Le spie (I Spy)
- 1967
  - Alex Segal - Death of a Salesman
  - Paul Bogart - CBS Playhouse, episodio The Final War of Olly Winter
  - George Schaefer - Hallmark Hall of Fame, episodio Anastasia
  - Paul Bogart - Mark Twain Tonight!
- 1968
  - Paul Bogart - CBS Playhouse, episodio Dear Friends
  - George Schaefer - CBS Playhouse, episodio Do Not Go Gentle into that Good Night
  - Alex Segal - The Crucible
  - Lee H. Katzin - Missione impossibile (Mission: Impossible), episodio The Killing
- 1969
  - David Greene - CBS Playhouse, episodio The People Next Door
  - Paul Bogart - CBS Playhouse, episodio Secrets
  - Fielder Cook - Hallmark Hall of Fame episodio Teacher, Teacher

### Anni 1970
- 1970
  - Paul Bogart - CBS Playhouse, episodio Shadow Game
  - Buzz Kulik - Hallmark Hall of Fame, episodio A Storm in Summer
  - Lamont Johnson - NBC World Premiere Movie, episodio Quella casa sulla collina (My Sweet Charlie)
- 1971
  - Daryl Duke - The Bold Ones: The Senator, episodio The Day the Lion Died
  - John Badham - The Bold Ones: The Senator, episodio A Single Blow of a Sword
  - Bob Sweeney - Hawaii Squadra Cinque Zero (Hawaii Five-O)
- 1972
  - Alexander Singer - The Bold Ones: The Lawyers, episodio The Invasion of Kevin Ireland
  - Edward M. Abroms - Colombo (Columbo), episodio Short Fuse
  - Daniel Petrie - Un uomo per la città (The Man and the City), episodio Hands of Love
- 1973
  - Jerry Thorpe - Kung Fu, episodio An Eye for an Eye
  - Edward M. Abroms - Colombo (Columbo), episodio The Most Dangerous Match
  - Lee Philips - Una famiglia americana (The Waltons), episodio The Love Story
- 1974
  - Robert Butler - Poliziotto di quartiere (The Blue Knight), episodio Part III
  - Harry Harris - Una famiglia americana (The Waltons), episodio The Journey
  - Philip Leacock - Una famiglia americana (The Waltons), episodio The Thanksgiving Story
- 1975
  - Bill Bain - Su e giù per le scale (Upstairs, Downstairs), episodio A Sudden Storm
  - Glenn Jordan - The Lives of Benjamin Franklin, episodio The Ambassador
  - David Friedkin - Kojak, episodio Cross Your Heart and Hope to Die
  - Telly Savalas - Kojak, episodio I Want to Report a Dream...
  - Harry Falk - Le strade di San Francisco (The Streets of San Francisco)
- 1976
  - David Greene - Il ricco e il povero (Rich Man, Poor Man), episodio Part I: Chapters 1 & 2
  - Fielder Cook - Beacon Hill, episodio Pilot
  - James Cellan Jones - Jennie: Lady Randolph Churchill, episodio Part IV
  - George Schaefer - Lincoln, episodio Crossing Fox River
  - Boris Sagal - Il ricco e il povero (Rich Man, Poor Man), episodio Part VI: Chapter 8
  - Christopher Hodson - Su e giù per le scale (Upstairs, Downstairs), episodio Women Shall Not Weep
- 1977
  - David Greene - Radici (Roots), episodio Part I
  - Fred Coe - The Adams Chronicles, episodio John Quincy Adams: President
  - John Erman - Radici (Roots), episodio Part II
  - Marvin J. Chomsky - Radici (Roots), episodio Part III
  - Gilbert Moses - Radici (Roots), episodio Part VI
- 1978
  - Marvin J. Chomsky - Olocausto (Holocaust)
  - E. W. Swackhamer - The Dain Curse
  - Herbert Wise - Io Claudio imperatore (I, Claudius)
  - Abby Mann - King
  - Gary Nelson - Washington: Behind Closed Doors
- 1979
  - Jackie Cooper - Time Out (The White Shadow), episodio Pilot
  - Mel Damski - Lou Grant, episodio Murder
  - Gene Reynolds - Lou Grant, episodio Prisoner
  - Burt Brinckerhoff - Lou Grant, episodio Schools

### Anni 1980
- 1980
  - Roger Young - Lou Grant, episodio Cop
  - Peter Levin - Lou Grant, episodio Andrew, Part 2
  - Burt Brinckerhoff - Lou Grant, episodio Hollywood
  - Gene Reynolds - Lou Grant, episodio Influence
  - Frank Perry - Skag, episodio Pilot
- 1981
  - Robert Butler - Hill Street giorno e notte (Hill Street Blues), episodio Hill Street Station
  - Mel Damski - Il sogno dei Novak (American Dream), episodio Pilot
  - Corey Allen - Hill Street giorno e notte (Hill Street Blues), episodio Jungle Madness
  - Georg Stanford Brown - Hill Street giorno e notte (Hill Street Blues), episodio Up in Arms
  - Burt Brinckerhoff - Lou Grant, episodio Pack
  - Gene Reynolds - Lou Grant, episodio Strike
- 1982
  - Harry Harris - Saranno famosi (Fame), episodio To Soar and Never Falter
  - Robert Scheerer - Saranno famosi (Fame), episodio Musical Bridge
  - Robert Butler - Hill Street giorno e notte (Hill Street Blues), episodio The Second Oldest Profession
  - Jeff Bleckner - Hill Street giorno e notte (Hill Street Blues), episodio The World According to Freedom
  - Gene Reynolds - Lou Grant, episodio Hometown
- 1983
  - Jeff Bleckner - Hill Street giorno e notte (Hill Street Blues), episodio Life in the Minors
  - Marc Daniels - Saranno famosi (Fame), episodio And the Winner Is...
  - Robert Scheerer - Saranno famosi (Fame), episodio Feelings
  - Leo Penn - Mississippi (The Mississippi)
- 1984
  - Corey Allen - Hill Street giorno e notte (Hill Street Blues), episodio Goodbye, Mr. Scripps
  - Robert Scheerer - Saranno famosi (Fame), episodio Sheer Will
  - Arthur Allan Seidelman - Hill Street giorno e notte (Hill Street Blues), episodi Doris in Wonderland e Midway to What?
- 1985
  - Karen Arthur - New York New York (Cagney & Lacey), episodio Heat
  - Georg Stanford Brown - Hill Street giorno e notte (Hill Street Blues), episodio El Capitan
  - Thomas Carter - Hill Street giorno e notte (Hill Street Blues), episodio The Rise and Fall of Paul the Wall
  - Lee H. Katzin - Miami Vice, episodio Cool Runnin
  - Paul Michael Glaser - Miami Vice, episodio Smuggler's Blues
- 1986
  - Georg Stanford Brown - New York New York (Cagney & Lacey), episodio Parting Shots
  - Steven Spielberg - Storie incredibili (Amazing Stories), episodio The Mission
  - Gabrielle Beaumont - Hill Street giorno e notte (Hill Street Blues), episodio Two Easy Pieces
  - Peter Werner - Moonlighting, episodio The Dream Sequence Always Rings Twice
  - Will Mackenzie - Moonlighting, episodio My Fair David
- 1987
  - Gregory Hoblit - L.A. Law - Avvocati a Los Angeles (L.A. Law), episodio Pilot
  - Sharron Miller - New York New York (Cagney & Lacey), episodio Turn, Turn, Turn, Part 2
  - Donald Petrie - L.A. Law - Avvocati a Los Angeles (L.A. Law), episodio The Venus Butterfly
  - Will Mackenzie - Moonlighting, episodio Atomic Shakespeare
  - Allan Arkush - Moonlighting, episodio I Am Curious... Maddie
- 1988
  - Mark Tinker - A cuore aperto (St. Elsewhere), episodio Weigh In, Way Out
  - Rod Holcomb - China Beach, episodio Pilot
  - Sam Weisman - L.A. Law - Avvocati a Los Angeles (L.A. Law), episodio Beauty and Obese
  - Win Phelps - L.A. Law - Avvocati a Los Angeles (L.A. Law), episodio Full Martial Jacket
  - Kim Friedman - L.A. Law - Avvocati a Los Angeles (L.A. Law), episodio Handroll Express
  - Gregory Hoblit - L.A. Law - Avvocati a Los Angeles (L.A. Law), episodio The Wizard of Odds
- 1989
  - Robert Altman - Tanner '88, episodio The Boiler Room
  - Eric Laneuville - L.A. Law - Avvocati a Los Angeles (L.A. Law), episodio I'm in the Nude for Love
  - John Pasquin - L.A. Law - Avvocati a Los Angeles (L.A. Law), episodio To Live and Diet in L.A
  - Thomas Carter - Voci nella notte (Midnight Caller), episodio Conversations with the Assassin
  - Scott Winant - In famiglia e con gli amici (Thirtysomething), episodio We'll Meet Again

### Anni 1990
- 1990

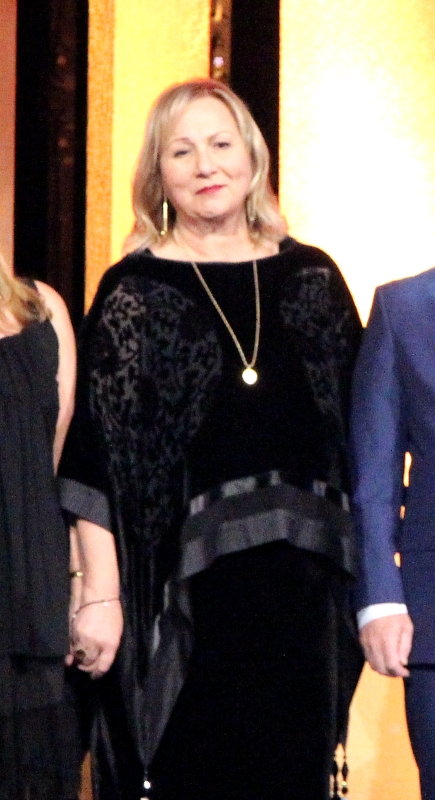
Mimi Leder ha ricevuto 6 candidature in questa categoria.

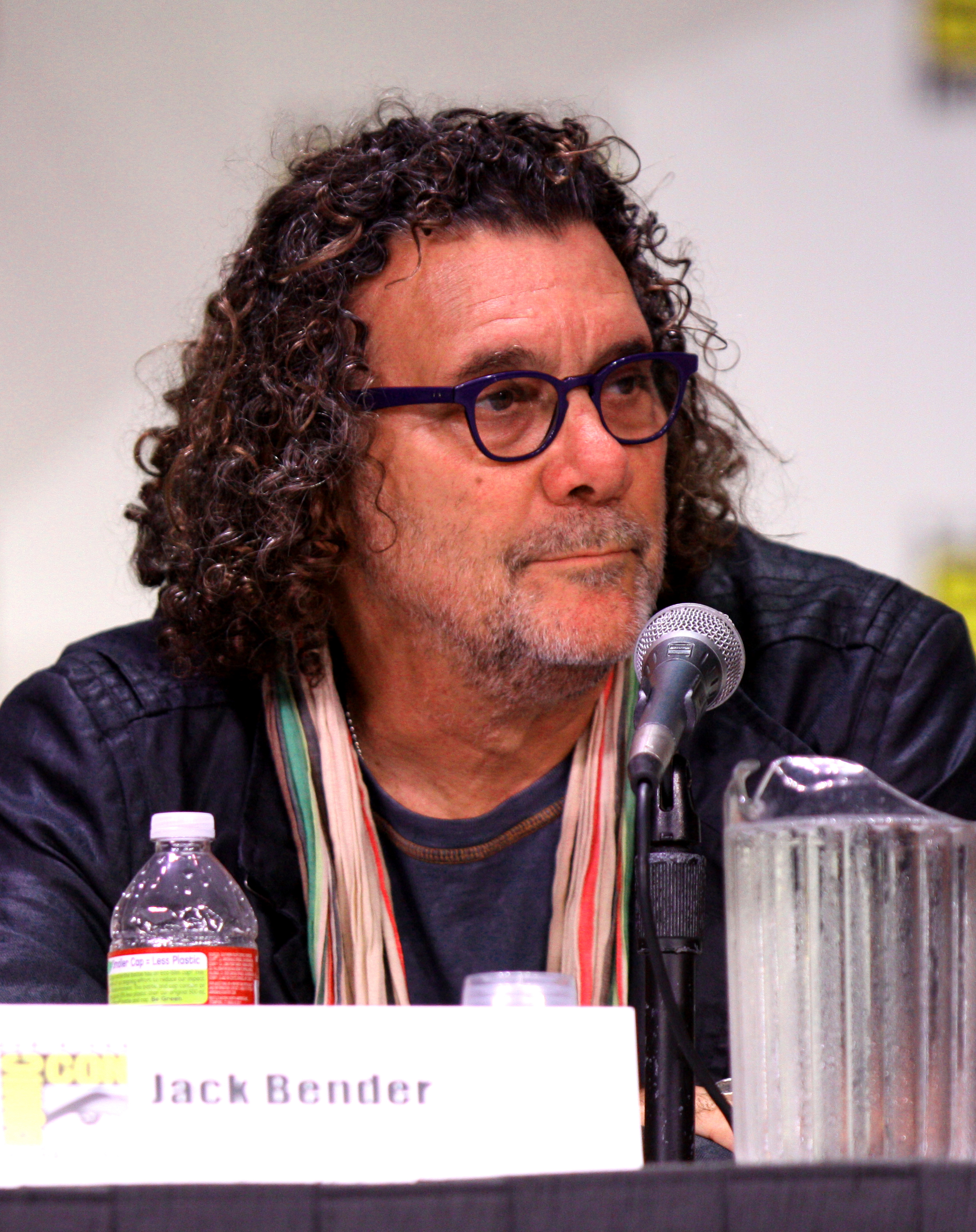
Jack Bender ha ricevuto 5 candidature in questa categoria.

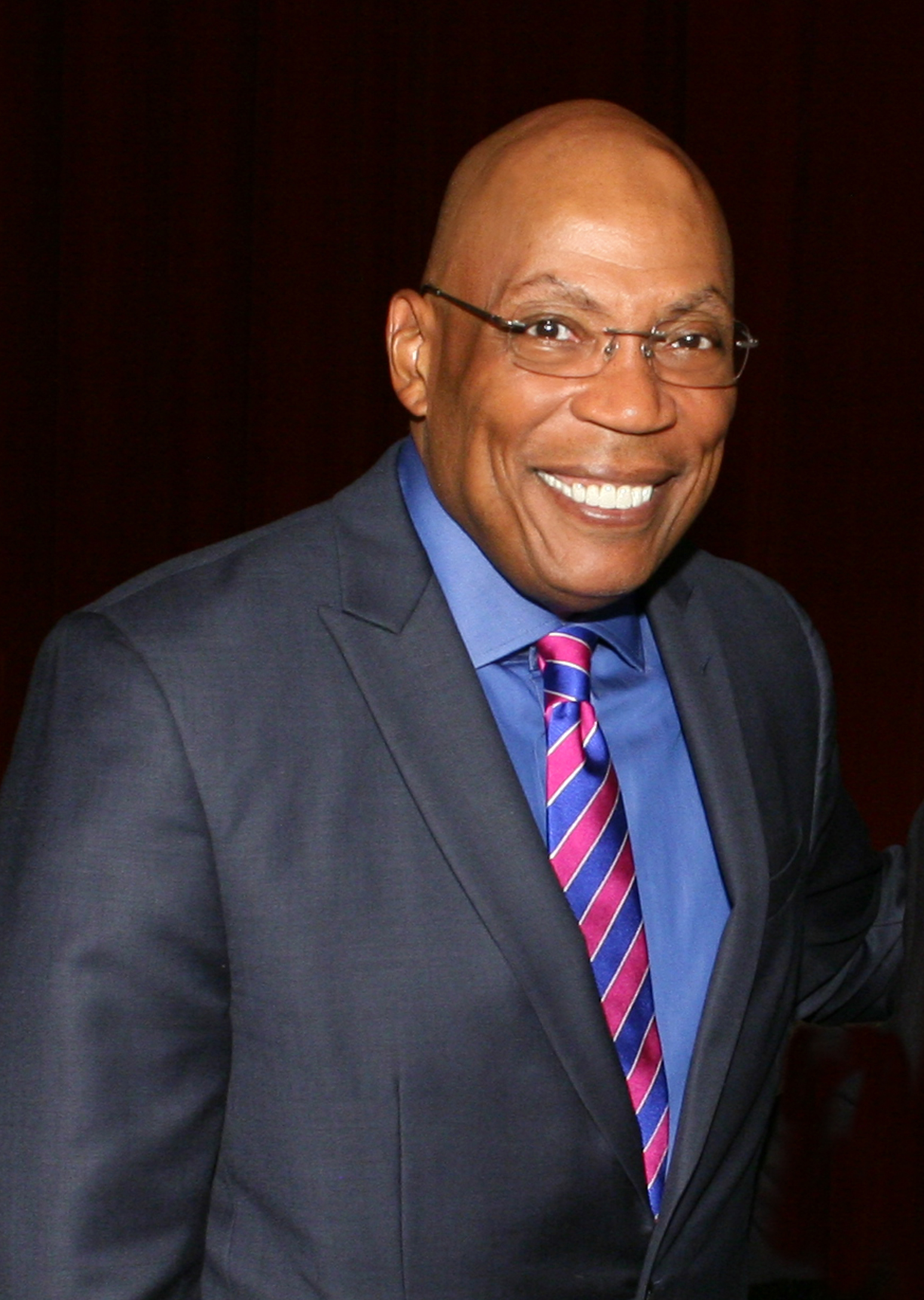
Paris Barclay ha ricevuto 2 premi consecutivi in questa categoria.

  - Thomas Carter (ex aequo) - E giustizia per tutti (Equal Justice), episodio Promises to Keep
  - Scott Winant (ex aequo) - In famiglia e con gli amici (Thirtysomething), episodio The Go-Between
  - Rick Wallace - L.A. Law - Avvocati a Los Angeles (L.A. Law), episodio The Last Gasp
  - Win Phelps - L.A. Law - Avvocati a Los Angeles (L.A. Law), episodio Noah's Bark
  - David Lynch - I segreti di Twin Peaks (Twin Peaks), episodio Pilot
- 1991
  - Thomas Carter - E giustizia per tutti (Equal Justice), episodio In Confidence
  - Mimi Leder - China Beach, episodio You, Babe
  - Gregory Hoblit - Cop Rock, episodio Pilot
  - Tom Moore - L.A. Law - Avvocati a Los Angeles (L.A. Law), episodio God Rest You Murray Gentleman
- 1992
  - Eric Laneuville - Io volerò via (I'll Fly Away), episodio All God's Children
  - Mimi Leder - China Beach, episodio Rewind
  - Rick Wallace - L.A. Law - Avvocati a Los Angeles (L.A. Law), episodio Say Goodnight, Gracie
  - Jack Bender - Un medico tra gli orsi (Northern Exposure), episodio Seoul Mates
  - Nancy Malone - I casi di Rosie O'Neill (The Trials of Rosie O'Neill), episodio Heartbreak Hotel
- 1993
  - Barry Levinson - Homicide (Homicide: Life on the Street), episodio Gone for Goode
  - Eric Laneuville - Io volerò via (I'll Fly Away), episodio Until Tomorrow
  - Edwin Sherin - Law & Order - I due volti della giustizia (Law & Order), episodio Conspiracy
  - Robert Butler - Sirens, episodio What We Talk About When We Talk About Love
  - Nancy Malone - Sisters, episodio Crash and Born
  - Bille August - Le avventure del giovane Indiana Jones (The Young Indiana Jones Chronicles), episodio Northern Italy, 1918
- 1994
  - Daniel Sackheim - NYPD - New York Police Department (NYPD Blue), episodio Tempest in a C-Cup
  - Robert Butler - Lois & Clark - Le nuove avventure di Superman (Lois & Clark: The New Adventures of Superman), episodio Pilot
  - Michael M. Robin - NYPD - New York Police Department (NYPD Blue), episodio Guns 'N Rosaries
  - Gregory Hoblit - NYPD - New York Police Department (NYPD Blue), episodio Pilot
  - Charles Haid - NYPD - New York Police Department (NYPD Blue), episodio True Confessions
- 1995
  - Mimi Leder - E.R. - Medici in prima linea (ER), episodio Love's Labor Lost
  - Lou Antonio - Chicago Hope, episodio Life Support
  - Rod Holcomb - E.R. - Medici in prima linea (ER), episodio Pilot
  - Scott Winant - My So-Called Life, episodio Pilot
  - Mark Tinker - NYPD - New York Police Department (NYPD Blue), episodio Innuendo
- 1996
  - Jeremy Kagan - Chicago Hope, episodio Leave of Absence
  - Mimi Leder - E.R. - Medici in prima linea (ER), episodio The Healers
  - Christopher Chulack - E.R. - Medici in prima linea (ER), episodio The HealersHell and High Water
  - Charles Haid - Murder One, episodio Chapter One
  - Mark Tinker - NYPD - New York Police Department (NYPD Blue), episodio Blackboard Jungle
- 1997
  - Mark Tinker - NYPD - New York Police Department (NYPD Blue), episodio Where's 'Swaldo?
  - Christopher Chulack - E.R. - Medici in prima linea (ER), episodio Fear of Flying
  - Rod Holcomb - E.R. - Medici in prima linea (ER), episodio Last Call
  - Tom Moore - E.R. - Medici in prima linea (ER), episodio Union Station
  - James Wong - X-Files (The X-Files), episodio Musings of a Cigarette Smoking Man
- 1998
  - Mark Tinker (ex aequo) - Brooklyn South, episodio Pilot
  - Paris Barclay (ex aequo) - NYPD - New York Police Department (NYPD Blue), episodio Lost Israel, Part 2
  - Bill D'Elia - Chicago Hope, episodio Brain Salad Surgery
  - Thomas Schlamme - E.R. - Medici in prima linea (ER), episodio Ambush
  - Chris Carter - X-Files (The X-Files), episodio The Post-Modern Prometheus
- 1999
  - Paris Barclay - NYPD - New York Police Department (NYPD Blue), episodio Hearts and Souls
  - Matthew Penn - Law & Order - I due volti della giustizia (Law & Order), episodio Empire
  - Edwin Sherin - Law & Order - I due volti della giustizia (Law & Order), episodio Sideshow
  - David Chase - I Soprano (The Sopranos), episodio The Sopranos

### Anni 2000
- 2000

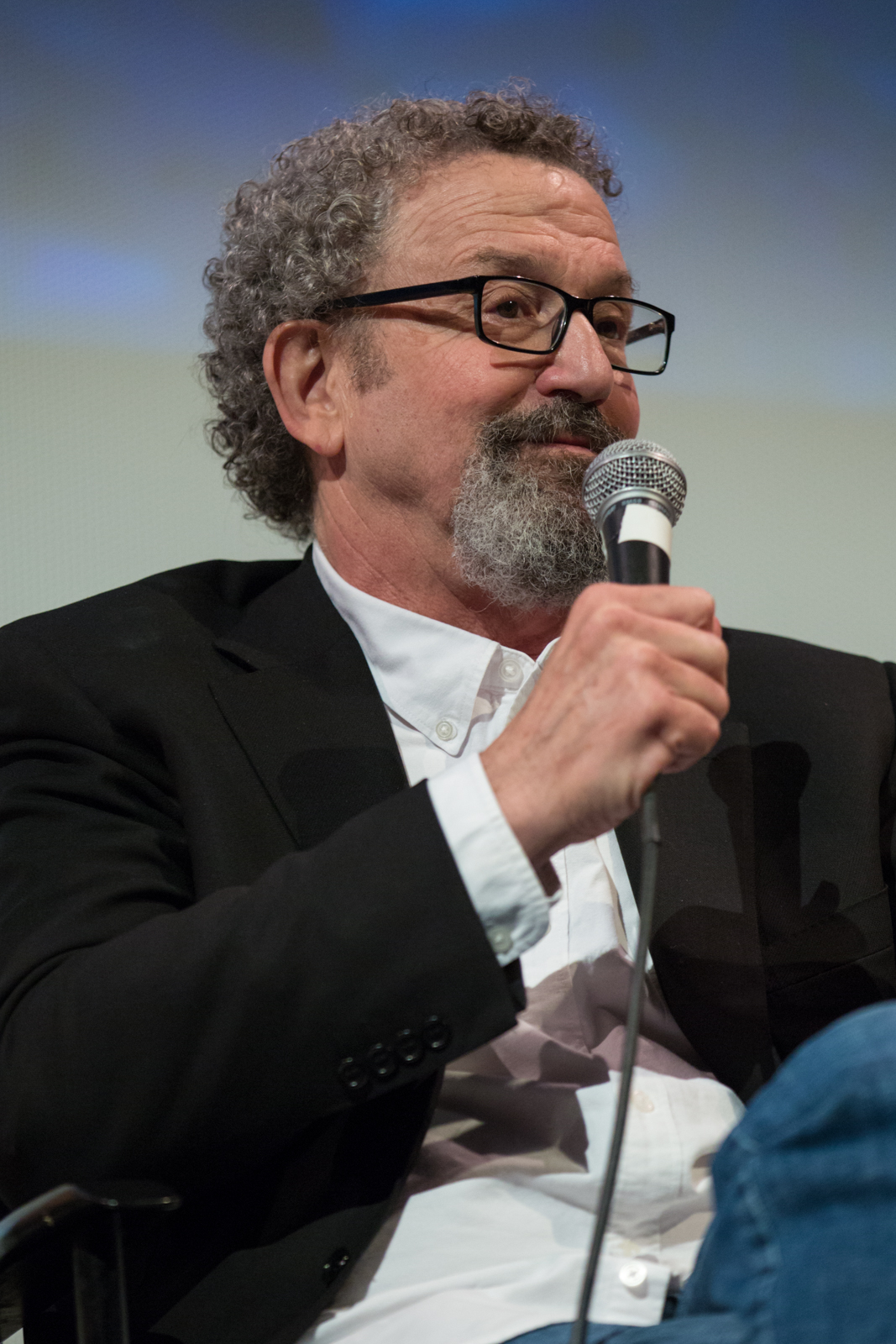
Thomas Schlamme ha ricevuto 2 premi consecutivamente.

  - Thomas Schlamme - West Wing - Tutti gli uomini del Presidente (The West Wing), episodio Pilot
  - Jonathan Kaplan - E.R. - Medici in prima linea (ER), episodio All in the Family
  - John Wells - E.R. - Medici in prima linea (ER), episodio Such Sweet Sorrow
  - John Patterson - I Soprano (The Sopranos), episodio Funhouse
  - Allen Coulter - I Soprano (The Sopranos), episodio The Knight in White Satin Armor
- 2001
  - Thomas Schlamme - West Wing - Tutti gli uomini del Presidente (The West Wing), episodio In the Shadow of Two Gunmen
  - Jonathan Kaplan - E.R. - Medici in prima linea (ER), episodio The Visit
  - Tim Van Patten - I Soprano (The Sopranos), episodio Amour Fou
  - Steve Buscemi - I Soprano (The Sopranos), episodio Pine Barrens
  - Allen Coulter - I Soprano (The Sopranos), episodio University
  - Laura Innes - West Wing - Tutti gli uomini del Presidente (The West Wing), episodio Shibboleth
- 2002
  - Alan Ball - Six Feet Under, episodio Pilot
  - Stephen Hopkins - 24, episodio 12:00 a.m. – 1:00 a.m.
  - Clark Johnson - The Shield, episodio Pilot
  - Paris Barclay - West Wing - Tutti gli uomini del Presidente (The West Wing), episodio The Indians in the Lobby
  - Alex Graves - West Wing - Tutti gli uomini del Presidente (The West Wing), episodio Posse Comitatus
- 2003
  - Christopher Misiano - West Wing - Tutti gli uomini del Presidente (The West Wing), episodio Twenty Five
  - Ian Toynton - 24, episodio Day 2: 10:00 p.m. – 11:00 p.m.
  - Alan Poul - Six Feet Under, episodio Nobody Sleeps
  - John Patterson - I Soprano (The Sopranos), episodio Whitecaps
  - Tim Van Patten - I Soprano (The Sopranos), episodio Whoever Did This
- 2004
  - Walter Hill - Deadwood, episodio Deadwood
  - Christopher Chulack - E.R. - Medici in prima linea (ER), episodio The Lost
  - Ryan Murphy - Nip/Tuck, episodio Pilot
  - Allen Coulter - I Soprano (The Sopranos), episodio Irregular Around the Margins
  - Tim Van Patten - I Soprano (The Sopranos), episodio Long Term Parking
- 2005
  - J. J. Abrams– Lost, episodio Pilot
  - Greg Fienberg - Deadwood, episodio Complications
  - Alex Graves - West Wing - Tutti gli uomini del Presidente (The West Wing), episodio 2162 Votes
  - Peter Horton - Grey's Anatomy, episodio A Hard Day's Night
  - Quentin Tarantino - CSI - Scena del crimine (CSI: Crime Scene Investigation), episodio Grave Danger
  - Peter Tolan - Rescue Me, episodio Guts
  - Scott Winant - Huff, episodio Crazy Nuts & All Fucked Up
- 2006
  - Jon Cassar - 24, episodio Dalle 7:00 alle 8:00
  - Rodrigo García - Big Love, episodio ''Grande amore
  - Jack Bender - Lost, episodio Si vive insieme, si muore soli
  - Alan Ball - 'Six Feet Under, episodio Fino all'ultimo respiro
  - David Nutter - I Soprano (The Sopranos), episodio Un'altra vita
  - Tim Van Patten - I Soprano (The Sopranos), episodio Stato confusionale
  - Mimi Leder - West Wing - Tutti gli uomini del Presidente (The West Wing), episodio Il giorno delle elezioni (parte seconda)
- 2007
  - Alan Taylor - I Soprano (The Sopranos), episodio Veglie funebri
  - Félix Enríquez Alcalá - Battlestar Galactica - episodio Esodo (Parte II)
  - Bill D'Elia - Boston Legal, episodio Un ragionevole dubbio
  - Peter Berg - Friday Night Lights, episodio Vittoria amara
  - David Semel - Heroes, episodio Genesi
  - Jack Bender - Lost, episodio Attraverso lo specchio
  - Thomas Schlamme - Studio 60 on the Sunset Strip, episodio Il ritorno di Matt e Danny
- 2008
  - Greg Yaitanes - Dr. House - Medical Division (House, M.D.), episodio La testa di House
  - Arlene Sanford - Boston Legal, episodio Veri uomini
  - Vince Gilligan - Breaking Bad, episodio Questione di chimica
  - Allen Coulter - Damages, episodio Il caso Frobisher
  - Alan Taylor - Mad Men, episodio Fumo negli occhi
- 2009
  - Rod Holcomb - E.R. - Medici in prima linea (ER), episodio Finire e ricominciare
  - Michael Rymer - Battlestar Galactica, episodio Daybreak, Part II
  - Billi D'Elia - Boston Legal, episodi Made in China e Finché morte non ci separi
  - Todd A. Kessler - Damages, episodio Trust Me
  - Phil Abraham - Mad Men, episodio Jet Set

### Anni 2010
- 2010[1]

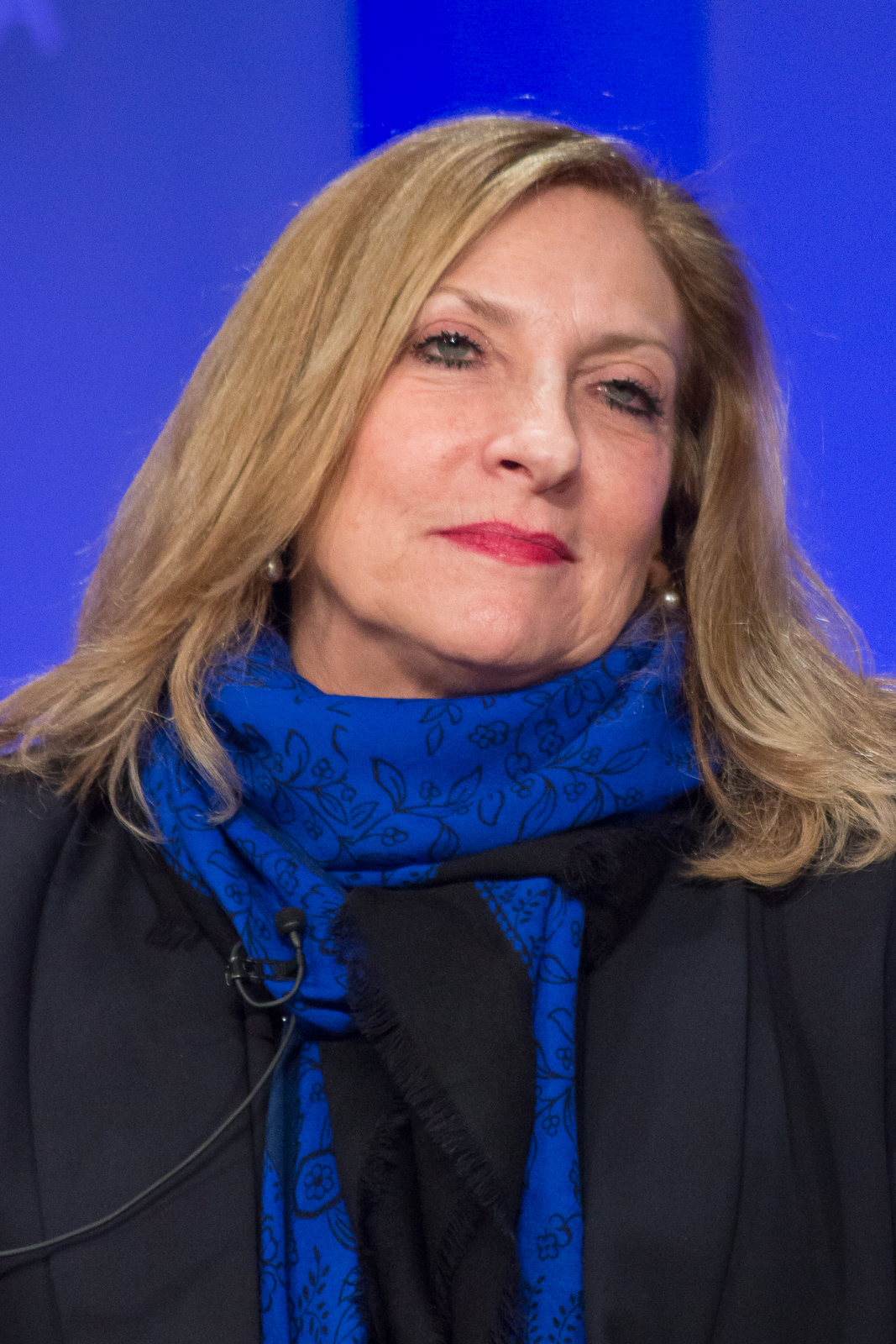
Lesli Linka Glatter ha ricevuto 6 candidature in questa categoria.

  - Steve Shill - Dexter, episodio La storia si ripete
  - Michelle MacLaren - Breaking Bad, episodio One Minute
  - Jack Bender - Lost, episodio La fine
  - Lesli Linka Glatter - Mad Men, episodio I soci inglesi
  - Agnieszka Holland - Treme, episodio Do You Know What It Means
- 2011[2]
  - Martin Scorsese - Boardwalk Empire - L'impero del crimine (Boardwalk Empire), episodio Boardwalk Empire
  - Patty Jenkins - The Killing, episodio pilota
  - Neil Jordan - I Borgia (The Borgias), episodi The Poisoned Chalice e The Assassin
  - Jeremy Podeswa - Boardwalk Empire - L'impero del crimine (Boardwalk Empire), episodio Anastasia
  - Tim Van Patten - Il Trono di Spade (Game of Thrones), episodio Winter Is Coming
- 2012[3]
  - Tim Van Patten - Boardwalk Empire - L'impero del crimine (Boardwalk Empire), episodio To the Lost
  - Vince Gilligan - Breaking Bad, episodio Face Off
  - Brian Percival - Downton Abbey, episodio 2x07
  - Michael Cuesta - Homeland - Caccia alla spia (Homeland), episodio Eroe di guerra
  - Phil Abraham - Mad Men, episodio The Other Woman
- 2013[3][4]
  - David Fincher - House of Cards, episodio pilota
  - Lesli Linka Glatter - Homeland - Caccia alla spia (Homeland), episodio L'interrogatorio
  - Michelle MacLaren - Breaking Bad, episodio Volare alto
  - Tim Van Patten - Boardwalk Empire - L'impero del crimine (Boardwalk Empire), episodio Margate Sands
  - Jeremy Webb - Downton Abbey, episodio 3x04
- 2014[5]
  - Cary Joji Fukunaga - True Detective, episodio Who Goes There
  - David Evans - Downton Abbey, episodio 4x01
  - Carl Franklin - House of Card, episodio 2x01
  - Vince Gilligan - Breaking Bad, episodio Felina
  - Neil Marshall - Il Trono di Spade (Game of Thrones), episodio Il coraggio di pochi
  - Tim Van Patten - Boardwalk Empire - L'impero del crimine (Boardwalk Empire), episodio Farewell Daddy Blues
- 2015[6]
  - David Nutter - Il Trono di Spade (Game of Thrones), episodio Madre misericordiosa
  - Lesli Linka Glatter - Homeland - Caccia alla spia (Homeland), episodio Operazione Haqqani
  - Jeremy Podeswa - Il Trono di Spade (Game of Thrones), episodio 'Le Serpi delle Sabbie
  - Steven Soderbergh - The Knick, episodio Method and Madness
  - Tim Van Patten - Boardwalk Empire - L'impero del crimine (Boardwalk Empire), episodio Eldorado
- 2016[7]
  - Miguel Sapochnik - Il Trono di Spade (Game of Thrones), episodio La battaglia dei bastardi
  - Jack Bender - Il Trono di Spade (Game of Thrones), episodio Il tempo è giunto
  - Michael Engler - Downton Abbey, episodio finale
  - Lesli Linka Glatter - Homeland - Caccia alla spia (Homeland), episodio Ospitalità
  - David Hollander - Ray Donovan, episodio Exsuscito
  - Steven Soderbergh - The Knick, episodio This Is All We Are
- 2017[8]
  - Reed Morano - The Handmaid's Tale, episodio Offred
  - Stephen Daldry - The Crown, episodio Hyde Park Corner
  - The Duffer Brothers - Stranger Things, episodio Capitolo primo - La scomparsa di Will Byers
  - Kate Dennis - The Handmaid's Tale, episodio The Bridge
  - Vince Gilligan - Better Call Saul, episodio Testimone
  - Lesli Linka Glatter - Homeland - Caccia alla spia (Homeland), episodio L'America prima di tutto
  - Jonathan Nolan - Westworld - Dove tutto è concesso (Westworld), episodio Un nuovo inizio
- 2018[9]
  - Stephen Daldry - The Crown, episodio Pater familias
  - Jason Bateman - Ozark, episodio I rintocchi della campana
  - The Duffer Brothers - Stranger Things, episodio Capitolo nove - La porta
  - Jeremy Podeswa - Il Trono di Spade (Game of Thrones), episodio Il drago e il lupo
  - Daniel Sackheim - Ozark, episodio Stanotte improvvisiamo
  - Kari Skogland - The Handmaid's Tale, episodio Dopo
  - Alan Taylor - Il Trono di Spade (Game of Thrones), episodio Oltre la Barriera
- 2019[10]
  - Jason Bateman - Ozark, episodio Reparations
  - David Benioff e D. B. Weiss - Il Trono di Spade (Game of Thrones), episodio Il Trono di Spade
  - David Nutter - Il Trono di Spade (Game of Thrones), episodio Gli ultimi Stark
  - Miguel Sapochnik - Il Trono di Spade (Game of Thrones), episodio La lunga notte
  - Daina Reid - The Handmaid's Tale, episodio Holly
  - Lisa Brühlmann - Killing Eve, episodio Desperate Times
  - Adam McKay - Succession, episodio Celebration

### Anni 2020
- 2020
  - Andrij Parekh - Succession, episodio La caccia
  - Benjamin Caron - The Crown, episodio Aberfan
  - Jessica Hobbs - The Crown, episodio Grido d'allarme
  - Lesli Linka Glatter - Homeland - Caccia alla spia (Homeland), episodio Prigionieri di guerra
  - Mimi Leder - The Morning Show, episodio Il silenzio della verità
  - Alik Sakharov - Ozark, episodio Fire Pink Road
  - Ben Semanoff - Ozark, episodio Su Casa Es Mi Casa
  - Mark Mylod - Succession, episodio Non è il caso di piangere
- 2021[11]
  - Jessica Hobbs - The Crown, episodio Guerra
  - Julie Anne Robinson - Bridgerton, episodio Diamante di prima qualità
  - Benjamin Caron - The Crown, episodio Come in una favola
  - Liz Garbus - The Handmaid's Tale, episodio Wilderness
  - Jon Favreau - The Mandalorian, episodio Capitolo 9: Lo sceriffo
  - Steven Canals - Pose, episodio finale
- 2022[12]
  - Hwang Dong-hyuk - Squid Game (Ojing-eo geim), episodio Un, due, tre, stella
  - Jason Bateman - Ozark, episodio Una fine difficile
  - Ben Stiller - Scissione (Severance), episodio Il nostro vero io
  - Mark Mylod - Succession, episodio Un accordo segreto
  - Cathy Yan - Succession, episodio La perturbazione
  - Lorene Scafaria - Succession, episodio Un compleanno intenso
  - Karyn Kusama - Yellowjackets, episodio Passato presente
- 2023
  - Mark Mylod - Succession, episodio Le nozze di Connor
  - Benjamin Caron - Andor, episodio Lampi di ribellione
  - Dearbhia Walsh - Bad Sisters, episodio La puntura
  - Peter Hoar - The Last of Us, episodio Molto, molto tempo
  - Andrij Parekh - Succession, episodio L'America decide
  - Lorene Scafaria - Succession, episodio Living+
  - Mike White - The White Lotus, episodio Arrivederci